# Bartłomiej Bartyzel
Bartłomiej Jan Bartyzel – polski zootechnik, doktor habilitowany nauk weterynaryjnych, adiunkt w Szkole Głównej Gospodarstwa Wiejskiego w Warszawie, specjalista od ekologii i ochrony zwierząt, zoologii oraz anatomii zwierząt.

## Kariera naukowa
W 2002 r. na Wydziale Biotechnologii i Hodowli Zwierząt Akademii Rolniczej w Szczecinie uzyskał stopień doktora nauk rolniczych w dyscyplinie „zootechnika” na podstawie rozprawy pt. Wielkość i zmienność serca wybranych gatunków ptaków blaszkodziobych w ujęciu ekologicznym, której promotorem była prof. Elżbieta Kalisińska. W tym samym roku został zatrudniony na Wydziale Medycyny Weterynaryjnej Szkoły Głównej Gospodarstwa Wiejskiego w Warszawie, gdzie w 2010 r. uzyskał stopień doktora habilitowanego nauk weterynaryjnych o specjalności „anatomia zwierząt” na podstawie pracy pt. Ujście aorty i pnia płucnego u ptaków dzikich oraz domowych.